# L'home de llauna
"L'home de llauna" (títol original en anglès "Tin Man") és el vintè episodi de la tercera temporada de la sèrie de televisió de ciència-ficció estatunidenca Star Trek: La nova generació, i el 68è de tota la sèrie, que es va emetre originalment el 23 d'abril de 1990, en redifusió als Estats Units. Va ser escrit per Dennis Putman Bailey i David Bischoff amb un treball no acreditat de Lisa Putman White. Es va basar en la història breu de Bailey i Bischoff de 1976, i la novel·la posterior de 1979, Tin Woodman. Tant el conte/novel·la com l'episodi porten el nom del Tin Woodman de Llibres d'Oz de L. Frank Baum.
Ambientada al segle XXIV, la sèrie segueix les aventures de la tripulació de la nau de la Flota Estel·lar de la Federació Enterprise-D sota el comandament del capità Jean-Luc Picard. En aquest episodi, el telèpata Tam Elbrun (Harry Groener) s'uneix a la tripulació per investigar una bionau detectada a prop d'una estrella a punt de convertir-se en supernova. Mentre la tripulació investiga, els romulans amenacen l' Enterprise i la criatura/nau espacial, Gomtuu i Elbrun s'hi embarcan amb el tinent comandant Data (Brent Spiner). Quan l'estrella està a punt d'explotar, Gomtuu envia Data de tornada a l' Enterprise i les dues naus fora del sistema. Gomtuu i Elbrun marxen junts mentre l'estrella es converteix en supernova.
El guió especulatiu va ser escollit perquè la tripulació creia que podria entrar en producció ràpidament. Després de comprar-lo, la producció d'aquest episodi va començar una setmana després. Groener va interpretar com a convidat Elbrun, el primer betazoide masculí vist al programa. Michael Cavanaugh va aparèixer com el capità Robert DeSoto, un personatge que va ser esmentat a "Trobada a Farpoint" i més tard a la franquícia. El disseny de Gomtuu es va basar en un element de The Adventures of Buckaroo Banzai Across the 8th Dimension, mentre que l'efecte especial de creació de la cadira es va fer amb moviment invers. "L'home de llauna" va rebre una puntuació de Nielsens del 10,2 per cent. La recepció crítica ha estat mixta.

## Argument
El Enterprise porta a bord de l'emissari de la Federació betazoide Tam Elbrun (Harry Groener), i el porta a un sistema estel·lar llunyà. Elbrun, a qui Deanna Troi (Marina Sirtis) va conèixer anteriorment quan era un pacient mental, té un historial d'inestabilitat mental a causa de les seves capacitats de telepatia aclaparadorament fortes, però les seves habilitats úniques s'utilitzen per a situacions de primer contacte amb la vida alienígena. Tanmateix, alguns membres de la tripulació, inclòs William Riker, desconfien d'ell, a causa d'un incident durant una altra situació de primer contacte en què es va veure involucrat, amb una altra nau de la Federació. Va esclatar un malentès que va provocar la mort de 47 membres de la Flota Estel·lar, inclosos dos amics de Riker de la seva classe de l'Acadèmia de la Flota Estel·lar i el capità de la nau. En aquesta missió en particular, les habilitats d'Elbrun són necessàries per intentar persuadir una nau espacial gegant sintent, amb el nom en clau "Home de llauna", lluny d'una estrella que està a punt de convertir-se en supernova. També surt a la llum que l'estrella es troba en una zona de l'espai reivindicada pels romulans, i que aquesta és una carrera per reclamar la nau. Elbrun troba impossible filtrar els pensaments de la tripulació de l' Enterprise. Elbrun troba consol en desenvolupar una amistat amb el tinent comandant Data (Brent Spiner), amb qui Elbrun està inicialment perplex, trobant el que ell anomena "absència de ment"; Data, al ser una forma de vida artificial, no tenen cap ment orgànica per ser llegida.
Quan arriben, l' Enterprise és atacada i desactivada per una Au de Guerra romulana que ha estressat massa els seus motors per seguir-los. Els romulans corren per intentar comunicar-se amb l'Home de Llauna. Quan Elbrun descobreix telepàticament que els romulans tenen la intenció de destruir l'home de llauna si no poden reclamar-lo, envia un avís telepàtic a l'home de llauna. L'home de llauna cobra vida de sobte i emet una onada d'energia que destrueix l'Au de Guerra i danya encara més l' Enterprise. Elbrun, ara en comunicació amb Home de Llauna, revela que es diu Gomtuu. La criatura té mil·lennis i antigament tenia una tripulació, però es van perdre en un accident de radiació. A causa d'una combinació de remordiments, solitud i falta de propòsit, en Gomtuu vol suïcidar-se a la supernova. Elbrun demana ser transportat a bord de la criatura, però el capità Jean-Luc Picard (Patrick Stewart) és prudent amb aquesta acció. Quan arriba una segona Au de Guerra, Picard deixa que Elbrun es transporti a Gomtuu juntament amb Data per ajudar a aconseguir la nau. Elbrun és inicialment aclaparat per Gomtuu, però finalment arriba a identificar-se amb la nau.
Amb la supernova imminent, l'exaltat Elbrun informa a Data que es quedarà amb Gomtuu, creient que és on realment pertany. Moments abans de l'esclat de la supernova, Gomtuu crea una altra ona d'energia que envia l' "Enterprise" i l'Au de Guerra sortint del sistema estel·lar en direccions separades abans que siguin atrapats per l'explosió de la nova. Quan l' Enterprise recupera el control, troben Data a bord del pont; informa del que va passar a bord de Gomtuu. Quan Data parla dels esdeveniments amb Troi, Data s'adona que, com Elbrun amb Gomtuu, l' Enterprise és on li pertany.

## Repartiment i doblatge al català
La sèrie va ser doblada al català pels estudis Tramontana (primera part) i Soundtrack (segona part) i emesa a TV3 l’any 1991. Els dobladors de l'episodi foren:
| Personatge       | Actor/actriu      | Veu en català    |
| ---------------- | ----------------- | ---------------- |
| Jean-Luc Picard  | Patrick Stewart   | Joan Crosas      |
| William Riker    | Jonathan Frakes   | Antoni Forteza   |
| Data             | Brent Spinner     | Joaquim Sota     |
| Geordi La Forge  | LeVar Burton      | Aleix Estadella  |
| Worf             | Michael Dorn      | Enric Arquimbau  |
| Beverly Crusher  | Gates McFadden    | Aurora Garcia    |
| Deanna Troi      | Marina Sirtis     | Victòria Pagès   |
| Wesley Crusher   | Will Wheaton      | Roger Pera       |
| Tam Elbrun       | Harry Groener     | Joan Pera        |
| Robert DeSoto    | Michael Cavanaugh | Santi Lorenz     |
| Comandant romulà | Pete Vogt         | Santi Lorenz     |
| Miles O'Brien    | Colm Meaney       | Xavier Fernández |

## Producció

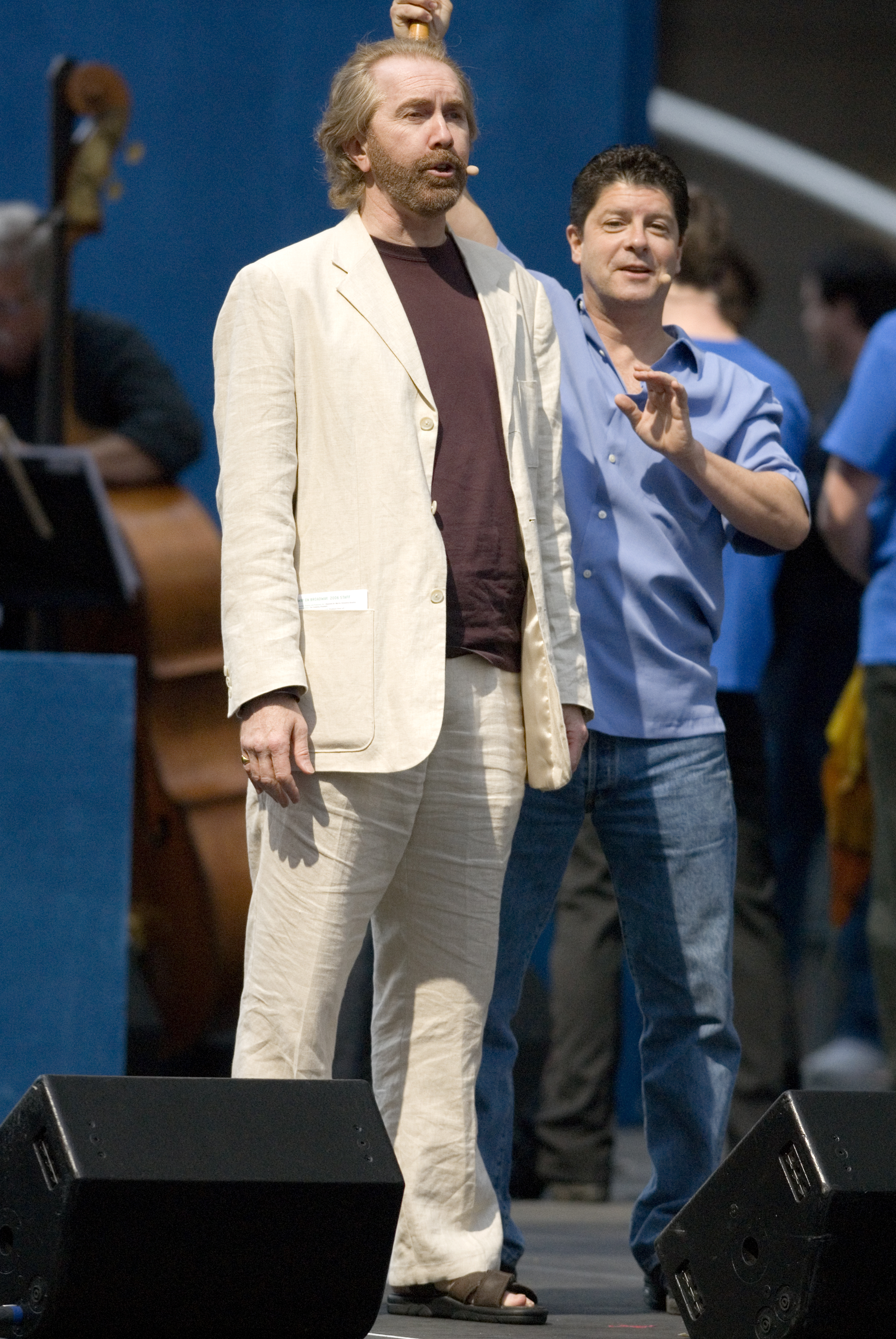
Harry Groener (a la foto de 2006), va aparèixer a "Tin Man" com el primer betazoide masculí vist a la sèrie, Tam Elbrun.

"Tin Man" es va basar en un conte de 1976 Tin Woodman de Dennis Russell Bailey i David Bischoff, que s'havia publicat originalment a Amazing Science Fiction Stories i que més tard es va expandir en una novel·la el 1979. La història curta havia estat nominada a un Premi Nebula l'any 1977. El nom de la història i de l'episodi eren referències al Home de Llauna dels llibres d'Oz de L. Frank Baum. Bailey i Bischoff s'havien inspirat per presentar-lo a La nova generació a causa de la seva antipatia combinada pels primers cinc minuts de l'episodi de segona temporada "Samaritans entrampats". Quan la coescriptora no acreditada Lisa Putman White va parlar amb la tripulació de la sèrie durant la segona temporada, Eric A. Stillwell li va dir que el programa només volia episodis ampolla. Així, juntament amb Bischoff i Bailey, la història curta es va convertir en un guó especulatiu seguint el suggeriment de Bischoff.
El guió va ser rebut per l'editora de guions Melinda M. Snodgrass en un moment afortunat. La tripulació buscava un guió que pogués entrar immediatament en producció per alliberar temps per treballar en altres guions que necessitaven més feina. El va lliurar al productor executiu Michael Piller, que va pensar que no necessitava gaire feina. El va passar al productor executiu Rick Berman, que el va mantenir durant una setmana mentre els guionistes perseguien el grup de producció per actualitzacions. Aleshores es va comprar el guió, i Bailey, Bischoff i White van ser informats que havia d'entrar en producció una setmana més tard.
Harry Groener va fer la seva primera aparició a Star Trek com el betazoide Tam Elbrun, el primer mascle de l'espècie vist a la pantalla. Michael Cavanaugh també va aparèixer com el capità Robert DeSoto de l'USS Hood. DeSoto havia estat esmentat per primera vegada al pilot de La nova generació, "Trobada a Farpoint", com a antic comandant del comandant William Riker. En una escena esborrada, s'hauria esmentat que DeSoto i Picard havien servit junts com a tinents anteriorment. El personatge s'esmentaria més tard a l'episodi "La Pegasus", i a l'episodi "Treachery, Faith, and the Great River" de Star Trek: Deep Space Nine", així com en diversos llibres no canònics. "L'home de llauna" ba ser dirigit per Robert Sheerer, que va quedar decebut amb el resultat, ja que va pensar que podria haver creat un episodi millor.
La creació de Gomtuu va requerir treball a diversos departaments diferents de la sèrie. El disseny de Rick Sternbach i Greg Jein per a l'aparença externa de Gomtuu es va inspirar en les beines tèrmiques de la pel·lícula de ciència-ficció de 1984 The Adventures of Buckaroo Banzai Across the 8th Dimension. L'efecte especial en què es va formar una cadira al pont de la criatura va ser creat pel supervisor d'efectes visuals Robert Legato, que va crear una cadira de cera i la va fondre, després la va reproduir cap enrere en moviment invers per a la presa d'efectes. El so interior de Gomtuu era una gravació de l'estómac de l'editor de so James Wolvington a través d'un estetoscopi. A més, la partitura musical de l'episodi va ser un debut de Star Trek per a Jay Chattaway, que des del final de la quarta temporada en endavant començaria a alternar el treball en episodis amb Dennis McCarthy.